# Magere Brug
De Magere Brug (brug nr. 242) is een dubbele ophaalbrug in Amsterdam-Centrum over de rivier de Amstel.

## Ligging
De brug ligt over de Amstel en verbindt de  Kerkstraat met de Nieuwe Kerkstraat. De brug is sinds 2002 een rijksmonument. Op 14 juni 2015 kreeg ze een ICOMOS Water en erfgoed schildje (Water & Heritage Awareness Schild). Jaarlijks vindt op Bevrijdingsdag bij de brug een concert plaats, meestal in aanwezigheid van prinses Beatrix en koning Willem-Alexander. De brug is het decor van menig film; de bekendste is ongetwijfeld de James Bondfilm Diamonds are forever. Hierin kijken Bruce Glover (Wint) en Putter Smith (Kidd) toe vanaf de Magere Brug terwijl het slachtoffer in het zicht van toeristen op een passerende rondvaartboot uit het water wordt gevist.

## Geschiedenis
Er ligt hier al eeuwen een brug. Stadsarchitect Daniël Stalpaert tekende al een brug in op zijn ontwerpplattegrond van 1662, omdat deze tijdens de stadsuitbreiding gepland was, maar er was hier toen nog geen enkele bebouwing ingetekend en de bouw van de brug ging voorlopig niet door. Jacob Bosch’ plattegrond voor de vierde uitleg (1679) laat daarom geen brug zien. Ook op een schilderij van Gerrit Berckheyde uit 1685 is nog geen brug te zien (wel de Amstelsluizen). Frederik de Wit tekende ter plaatse wel een brug met meerdere doorvaarten in op zijn plattegrond van 1688. Toen Gerrit de Broen zijn plattegrond maakte in 1737, tekende hij een brug in met negen doorvaarten. Hij vermeldde als naam Kerk Straats ofte Magere Brug.
De eerste brug op deze plek is gebouwd in of vlak na 1691 naar een ontwerp van Hans Jansz van Petersom en heette toen de Kerkstraatbrug. Deze had 13 doorvaarten, waarvan de buitenste in gebruik waren als opslag. In 1871 werd deze brug vanwege bouwvalligheid gesloopt en vervangen door een brug met negen doorvaarten, vergelijkbaar met de huidige brug; het ontwerp was daarbij van Wichert Arend de Graaf van de Dienst der Publieke Werken. Vijftig jaar later was ook deze brug aan vervanging toe. Architect P.L. Kramer maakte daarom verschillende ontwerpen voor een brug van steen en staal, maar veelal basculebruggen. De Gemeenteraad besloot echter dat er een brug moest komen die zo veel mogelijk op de (toen) bestaande leek, en daarom werd de brug vanaf 1929 gesloopt. Voor voetgangers en fietsers werd een nog smallere noodbrug neergelegd. In 1934 was die nieuwe iets grotere/bredere brug gereed. Alhoewel deze brug van Kramer is ontbeert ze bijna al zijn stijlkenmerken. De brug kreeg toen stalen liggers op een betonnen paalfundering. Alle stenen uiterlijkheden werden weggewerkt achter houten betimmeringen. In 1961 moest de brug opnieuw aangepast worden en werd, vanwege extra remmingwerk, de doorvaart vernauwd. In 1969 was het grenen hout deels verrot en werd vervangen door tropisch hardhout. Op 7 februari 1986 werd de brug beschadigd door een aanvaring; een schip was door ijsgang uit koers geraakt. Opnieuw vonden herstelwerkzaamheden aan de brug plaats.
Tot 1994 werd de brug door de twee brugwachters met de hand geopend en gesloten: men trok aan de haalketting en remde vervolgens de balans af. Het sluiten van de brug vereiste een zekere mate van synchronisatie, want beide brugdelen moesten tegelijkertijd tegen elkaar komen. Beide brugwachters gaven dus een duw tegen de tegengewichten. De enige manier om de snelheid van de bewegende brugdelen te regelen was op het wegdek te staan en zo door eigen lichaamsgewicht balans te regelen. Een dergelijke werkwijze werd door de arbeidsinspectie als te gevaarlijk beoordeeld. Immers, als er bij het afremmen van het tegengewicht met de hand plotseling een windvlaag kwam, kon de hand van de brugwachter verbrijzeld worden. Sluiten was ook niet zonder risico, want men moest op het neergaande brugdeel balanceren. Op aandringen van de arbeidsinspectie werd de brug gemechaniseerd en geautomatiseerd.
Tot 2003 reed er autoverkeer overheen; na een reparatie en herinrichting gebruiken tegenwoordig alleen fietsers en voetgangers de brug. Enkele keren per dag wordt ze opgehaald om schepen te laten passeren; de rondvaartboten kunnen eronderdoor als ze dicht is. In 2010 werd de brug opnieuw gerenoveerd, omdat ze aangetast was door houtrot.
De brug was lange tijd gedecoreerd met 1800 gloeilampjes, die 's avonds aangingen. Begin 2011 heeft Light International deze lampen vervangen door leds. Ook zijn er tegenwoordig replica's van de lantaarns van Jan van der Heyden op de brug aanwezig, de oudste straatlantaarns van Amsterdam uit de 17e eeuw.
Op 4 juni 2015 werd door ICOMOS Nederland het Water & Heritage Awarenessschildje aan de Magere Brug verleend.

## Naamgeving
Toen het Amsterdam voor de wind ging in de Gouden Eeuw werd er tijdens de vierde stadsuitbreiding van 1663 op deze plek een monumentale brede brug gepland (van steen). Deze zou de Kerkstraat (die de functie had van doorvoerstraat) verbinden met de andere oever van de Amstel. Het rampjaar 1672 gooide echter roet in het eten, en veroorzaakte een grote economische terugslag. Hierdoor nam de vraag naar bouwgrond sterk af. De overkant van de Amstel (Nieuwe Herengracht, Nieuwe Keizersgracht, Nieuwe Prinsengracht) bleef lange tijd vrijwel onbebouwd. Een brug was daardoor overbodig geworden. Toen er later, eind 17e eeuw, toch enige bebouwing ontstond, werd besloten om alsnog een brug aan te leggen, maar veel goedkoper (van hout in plaats van steen) en smaller (magerder). Hieruit is de naam "Magere Brug" voortgekomen.
Omdat deze geschiedenis in vergetelheid raakte, kwamen er in de loop der tijd enige anekdotes in omloop (zoals die van twee magere en gierige zusters die de brug bekostigd zouden hebben), maar deze zijn alle op fantasie gebaseerd.

## Afbeeldingen

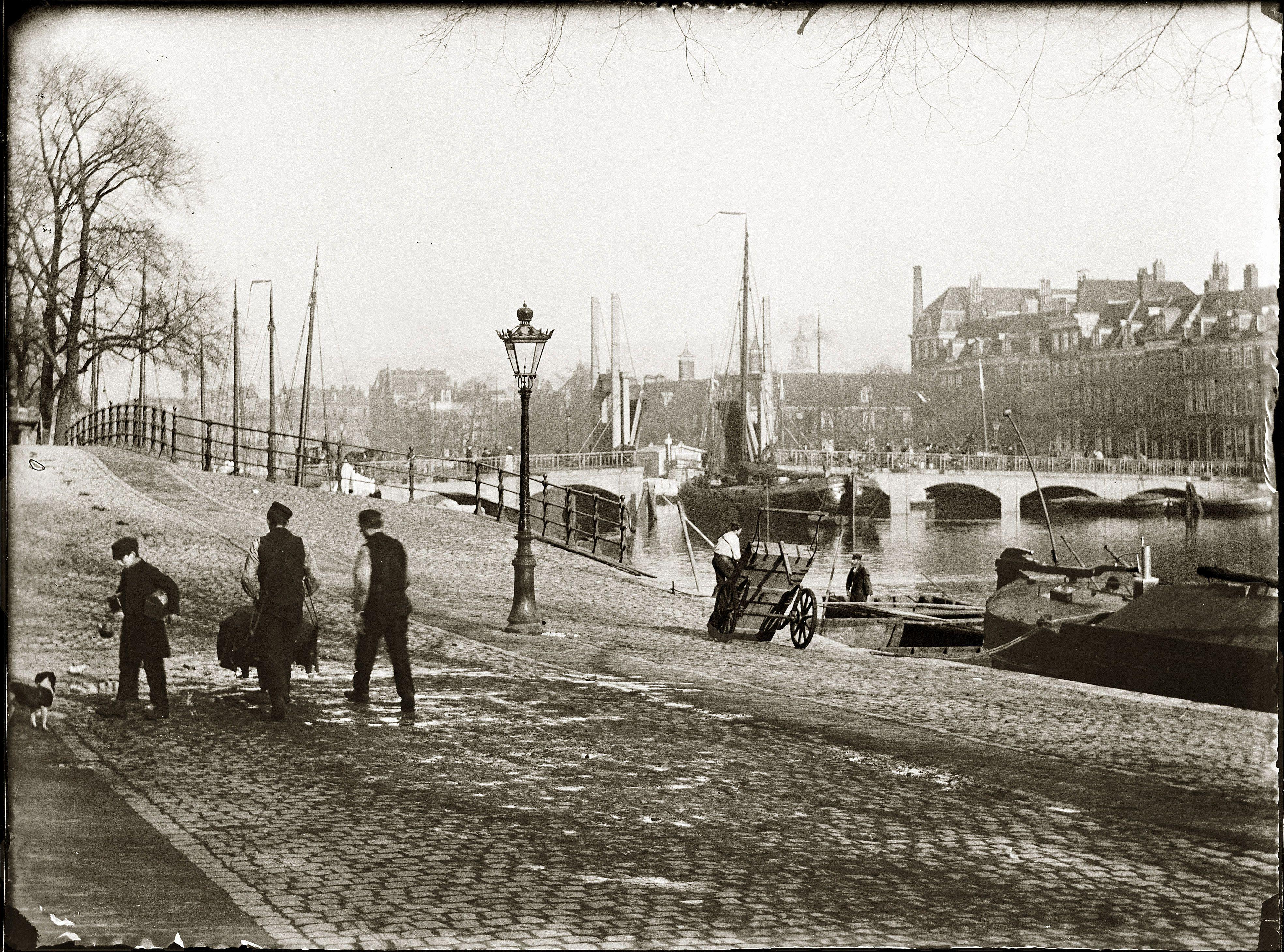
Jacob Olie met de vorige versie (1894)
- Opnamen uit 1925 van de oude Magere Brug
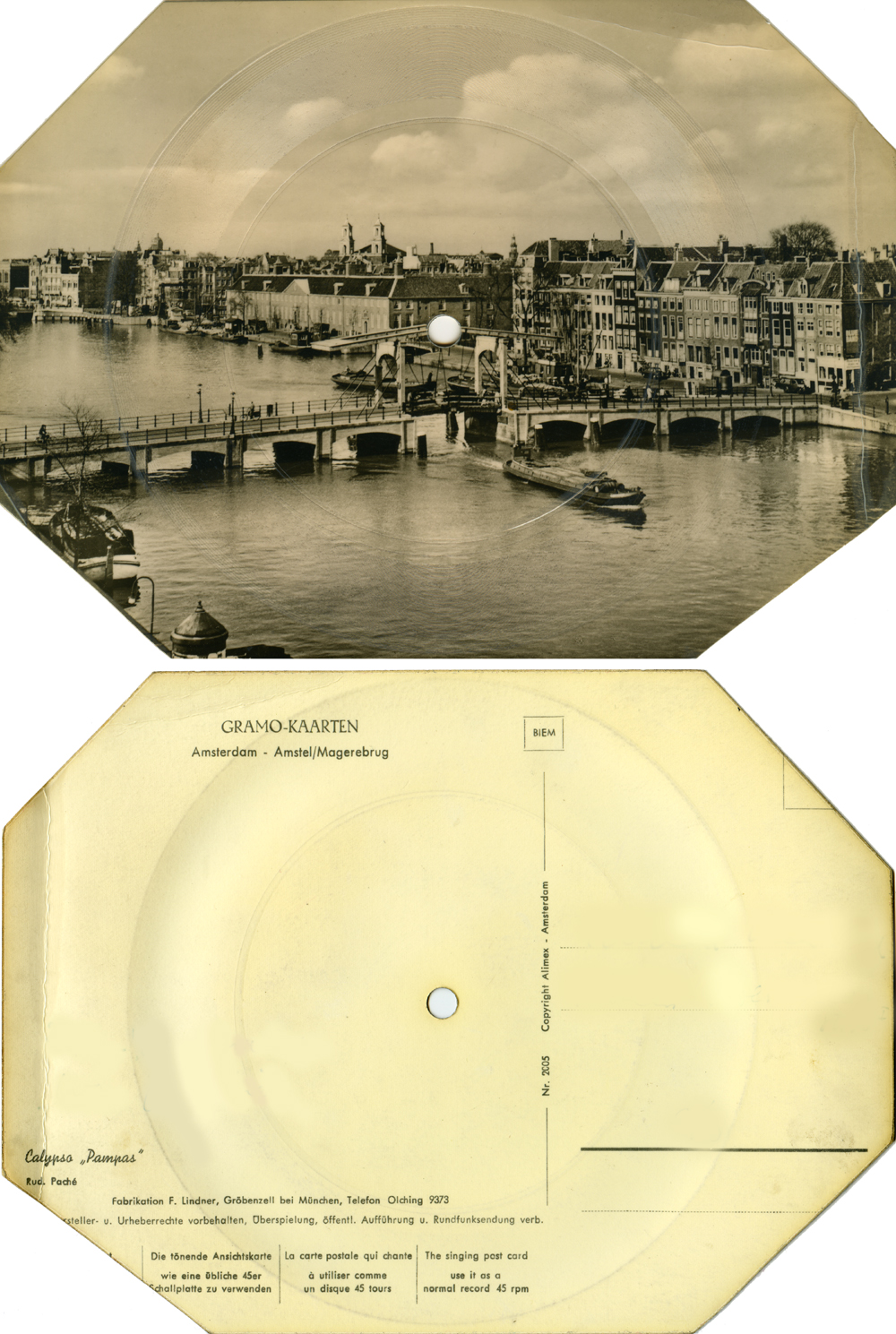
Een "zingende" ansichtkaart met een afbeelding van de Magere Brug (jaren 50)
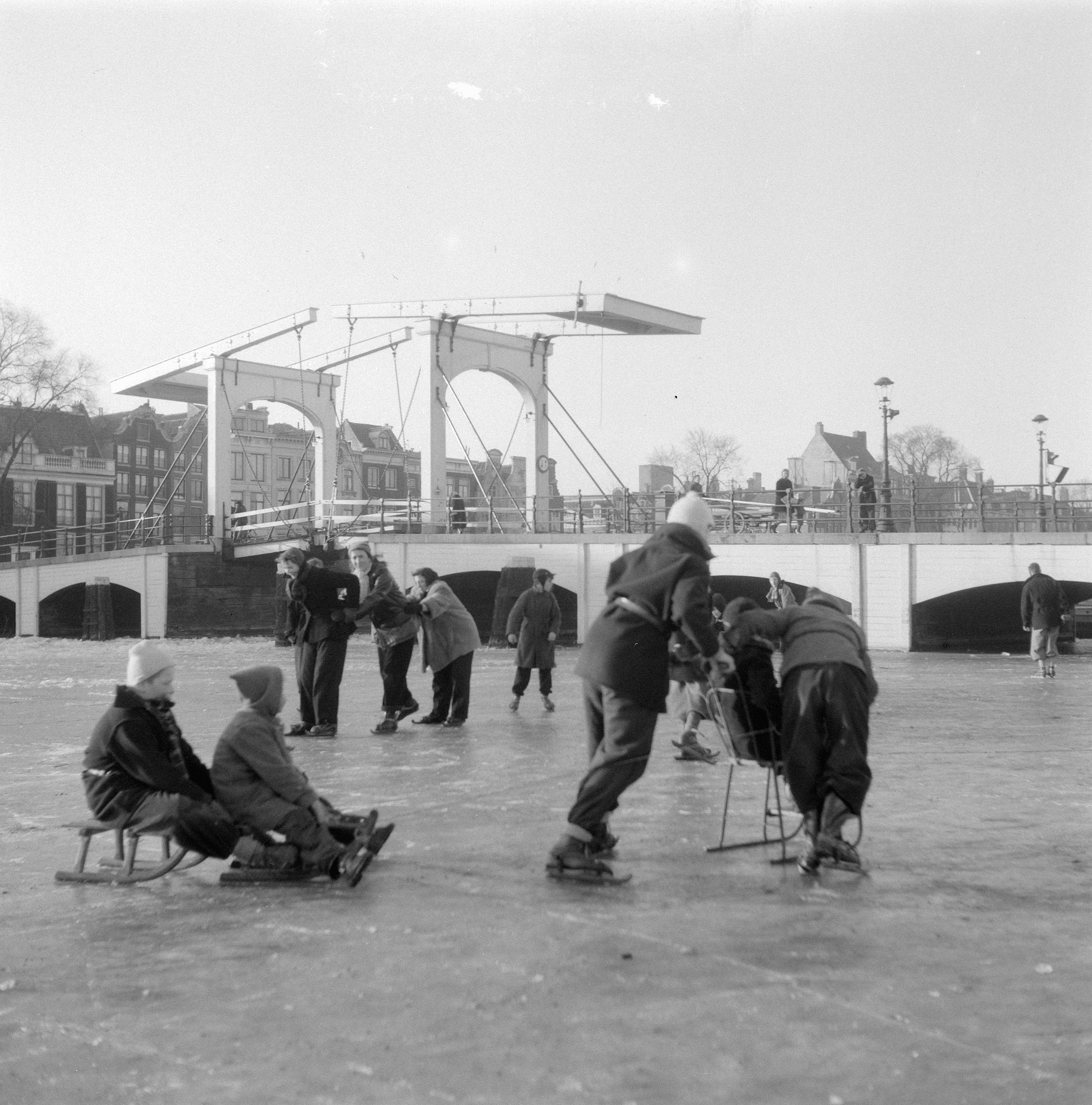
Schaatsenrijders bij de Magere Brug (1954)
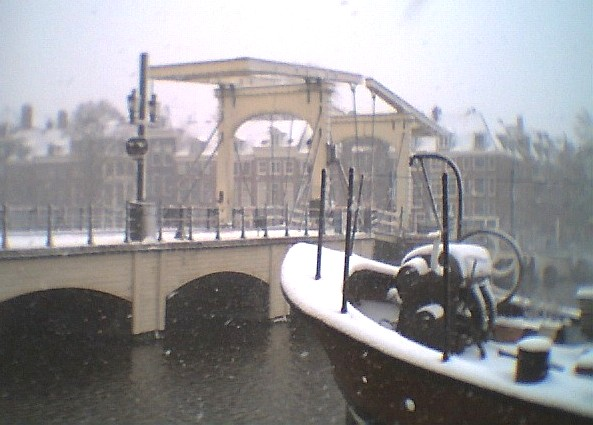
De Magere Brug 's winters (2005)
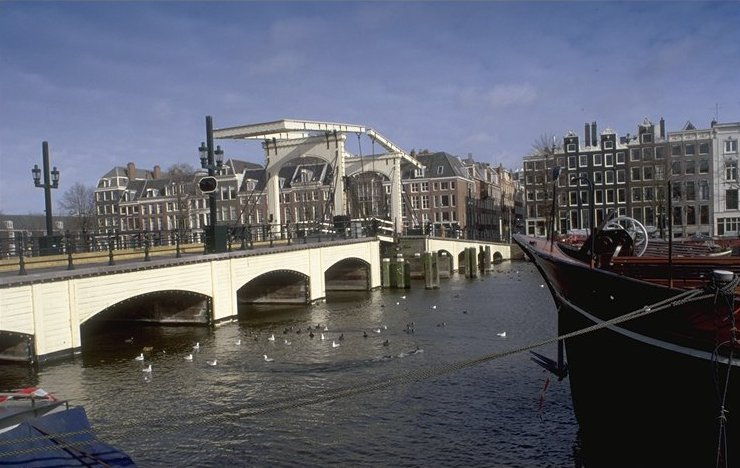
Magere Brug. Foto: bmz.amsterdam.nl. (circa 2008)
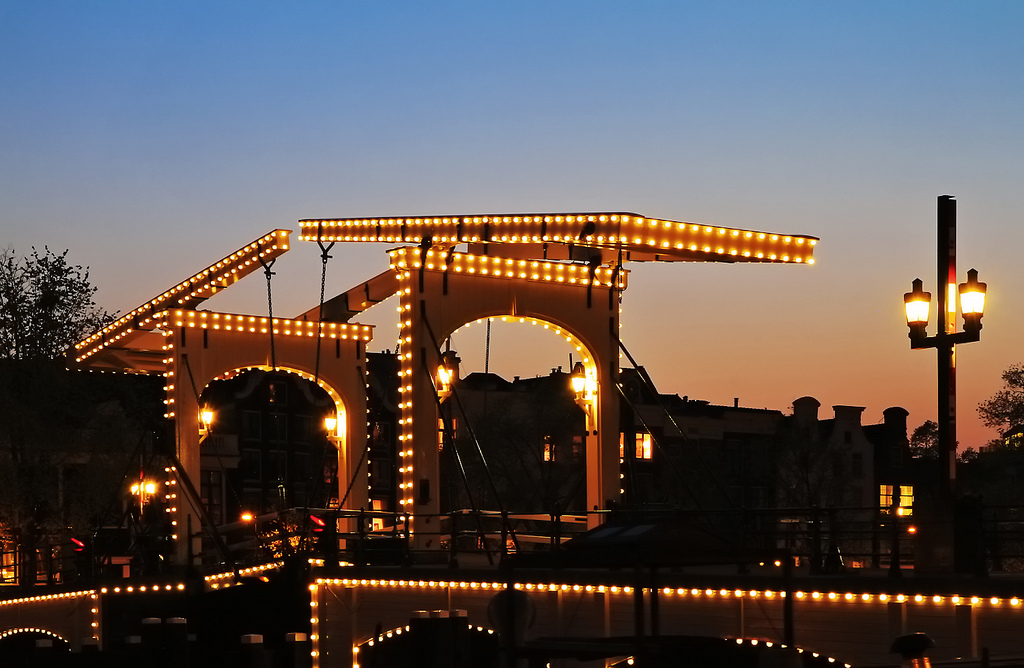
Magere Brug (2011)
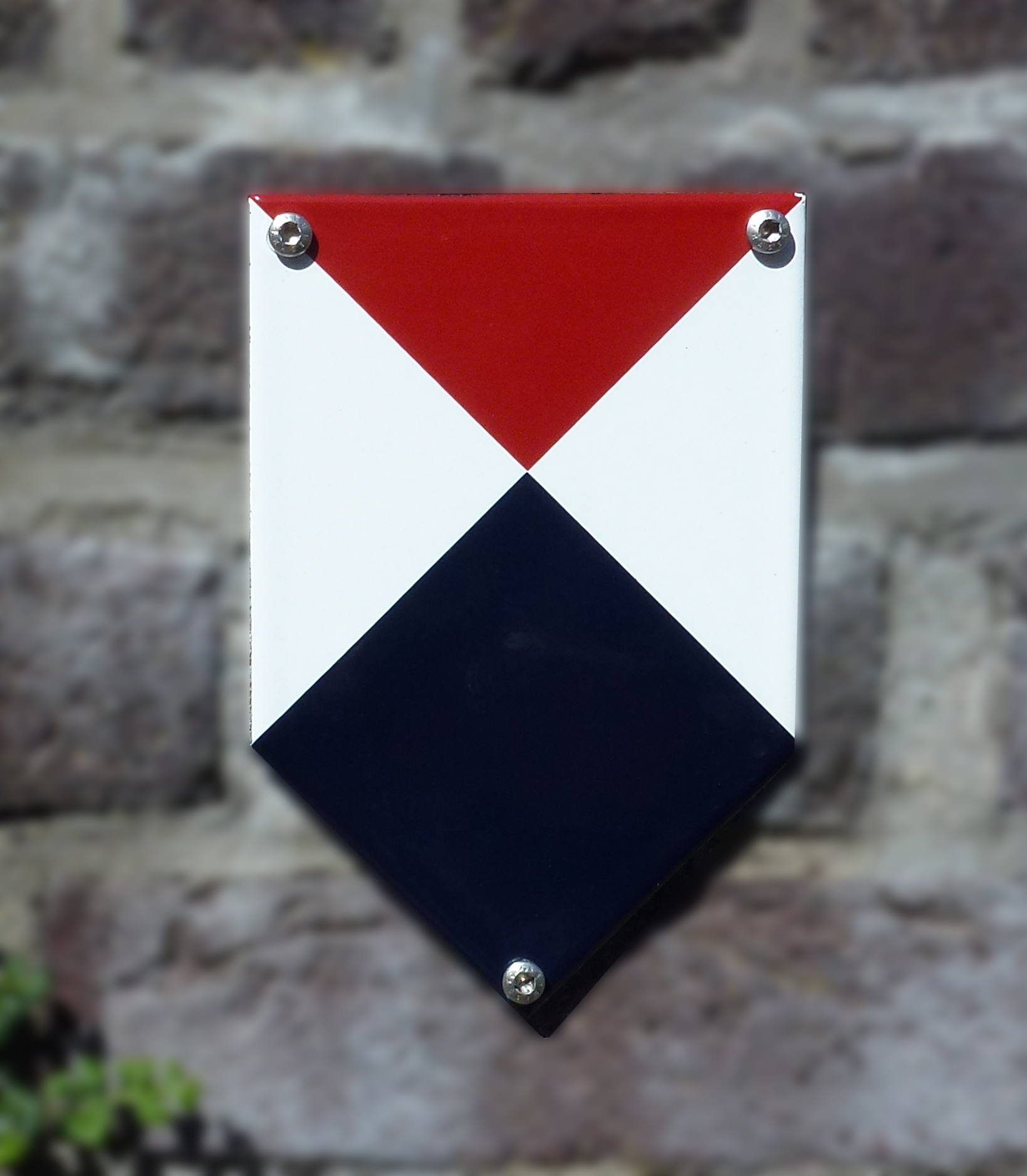
Water & Heritage Awareness schildje (4 juni 2015)

<<< · 200 · 201 · 202 · 203 · 204 · 205 · 206 · 207 · 208 · 209 ·  210 · 211 · 212 · 213 · 214 · 215 · 216 · 217 · 218 · 220 · 221 · 222 · 223 · 224 · 225 · 226 · 227 · 228 · 228P · 229 · 230 · 231 · 232 · 233 · 234 · 235 · 236 · 237 · 238 · 239 ·  240 · 241 · 242 · 243 · 244 · 245 · 246 · 247 · 248 · 249 ·  250 · 251 · 252 · 253 · 254 · 255 · 256 · 257 · 258 · 259 · 260 · 261 · 262 · 263 · 264 · 265 · 266 · 267 · 270 · 271 · 272 · 273 · 274 · 275 · 277 · 278 · 279 · 280 · 281 · 283 · 285 · 286 · 287 · 288 · 289 · 290 · 291 · 292 · 293 · 295 · 296 · 297 · 298 · 299 · >>>
Brugnummers 219, 268, 269, 276, 282, 284, 294 zijn niet (meer) in omloop.